# Liste der denkmalgeschützten Objekte in Feldkirchen bei Mattighofen
Die Liste der denkmalgeschützten Objekte in Feldkirchen bei Mattighofen enthält die 9 denkmalgeschützten, unbeweglichen Objekte der Gemeinde Feldkirchen bei Mattighofen im Bezirk Braunau am Inn (Oberösterreich).

## Denkmäler
| Foto |                 | Denkmal | Standort                                             | Beschreibung | Metadaten |
| ---- | --------------- | --- | ---------------------------------------------------- | --- | --- |
| ja   | Datei hochladen | Kath. Filialkirche hl. Bartholomäus und Kirchhof HERIS-ID: 52022 Objekt-ID: 57972                                  | Aschau Standort KG: Aschau                           | Eine Kirche wurde 1130 urkundlich genannt. Der ursprünglich gotische Bau wurde barockisiert. 1660 erfolgte beidseits ein Oratoriumsanbau. 1736 wurde das Langhaus um ein weiteres westliches Joch verlängert. Der Westturm ist aus 1736. | BDA-Hist.: Q23541635 Status: § 2a Stand der BDA-Liste: 2025-06-30 Name: Kath. Filialkirche hl. Bartholomäus und Kirchhof GstNr.: .16, 315, 316 Filialkirche Aschau (Feldkirchen bei Mattighofen) |
| ja   | Datei hochladen | Mesnerhaus HERIS-ID: 66503 Objekt-ID: 79390                                                                        | Aschau 21 Standort KG: Aschau                        | Das Mesnerhaus von Aschau ist baulich mit dem Turm der Filialkirche verbunden. | BDA-Hist.: Q38113186 Status: § 2a Stand der BDA-Liste: 2025-06-30 Name: Mesnerhaus GstNr.: .17/1                                                                                                 |
| ja   | Datei hochladen | Hansrieder-Kapelle HERIS-ID: 66474 Objekt-ID: 79357                                                                | südlich Hansried 1 Standort KG: Aschau               | Die sogenannte Hansrieder-Kapelle ist mit 1762 bezeichnet. | BDA-Hist.: Q38113019 Status: Bescheid Stand der BDA-Liste: 2025-06-30 Name: Hansrieder-Kapelle GstNr.: 13/6                                                                                      |
| ja   | Datei hochladen | Bajuwarisches Gräberfeld HERIS-ID: 45400 Objekt-ID: 46728                                                          | Flur Husarenhügel Standort KG: Aschau                | Bei Aschau liegt ein Gräberfeld aus dem 7. Jahrhundert, das der bajuwarischen Kultur zugeordnet wird. Zu den Beigaben, die in den Gräbern gefunden wurden, gehören unter anderem ein Armreif mit verdickten Enden, ein Körbchenohrring, Perlen und Amethyste. | BDA-Hist.: Q38015564 Status: Bescheid Stand der BDA-Liste: 2025-06-30 Name: Bajuwarisches Gräberfeld GstNr.: 963/2, 963/1, 961, 954/1, 956                                                       |
| ja   | Datei hochladen | Kath. Pfarrkirche hl. Andreas und Friedhof HERIS-ID: 52107 Objekt-ID: 58295                                        | Feldkirchen Standort KG: Feldkirchen bei Mattighofen | Eine Pfarrkirche hl. Andreas wurde 1025 erstmals urkundlich erwähnt. In der ersten Hälfte des 15. Jahrhunderts entstand eine gotische Hallenkirche, die nach Einsturz des Turmes 1693 großteils neu errichtet und in einen italienisierten Einheitsraum umgestaltet wurde. Das Langhaus ist einschiffig und dreijochig, das Mitteljoch mit gedrückter Tonne, die beiden äußeren mit Gewölbesegel. Der einfache Stuck in Langhaus und Chor stammt aus dem Jahr 1697. Der Turm ist oben ins Achteck übergeführt und mit Zwiebelhelm ausgeführt, in seinem Erdgeschoß befindet sich die Armeseelenkapelle. Beim Hochaltar von 1694 wurde das Altarbild durch Ignaz Franz Schinagl geschaffen, die Bildwerke sind von Sebastian Hagenauer aus Braunau. Der Taufstein ist aus dem 16. Jahrhundert, die Kreuzwegsbilder werden auf die Zeit um 1735 datiert.                                                                                                 | BDA-Hist.: Q23541782 Status: § 2a Stand der BDA-Liste: 2025-06-30 Name: Kath. Pfarrkirche hl. Andreas und Friedhof GstNr.: .29, 423/2 Pfarrkirche Feldkirchen bei Mattighofen                    |
| ja   | Datei hochladen | Bauernhofanlage „Kaspargut“ HERIS-ID: 57886 Objekt-ID: 68224                                                       | Gietzing 2 Standort KG: Gstaig                       | Das Kaspar- oder Kaspergut ist ein um 1780 errichteter Dreiseithof. | BDA-Hist.: Q38079212 Status: Bescheid Stand der BDA-Liste: 2025-06-30 Name: Bauernhofanlage „Kaspargut“ GstNr.: 1489/2 Kaspargut                                                                 |
| ja   | Datei hochladen | Kath. Filialkirche, Wallfahrtskirche Unsere liebe Frau vom guten Rat und Friedhof HERIS-ID: 66485 Objekt-ID: 79368 | Gstaig Standort KG: Gstaig                           | Da keine Urkunden aus der Bauzeit erhalten sind, lassen sich weder der genaue Anlass noch die finanziellen Mittel oder der Zeitpunkt der Errichtung der Kirche von Gstaig eindeutig bestimmen. Der Überlieferung nach wurde die Kirche am 2. Juli 1150 geweiht. Sie verfügt an der Nordseite und am Chor über gestufte Strebepfeiler. Spitzbogige Rundfenster mit Maßwerkresten sowie rechteckige Fenster mit aufgesetzten Rundbögen prägen das äußere Erscheinungsbild. Der viergeschoßige Westturm ruht auf einem hohen Sockel mit Kaffgesims. Er wurde 1662 um einen achtseitigen Aufsatz erhöht, der von niedrigen, flachen Pfeilern getragen wird und mit kleinen Giebeln versehen ist. Seine rundbogigen Schallfenster mit Schlusssteinen gewährleisten die Beleuchtung des Inneren. Anstelle eines Turmkreuzes befindet sich an der Spitze des pyramidenförmigen Steildachs eine Figur des hl. Petrus, ein Hinweis auf das frühere Patrozinium. | BDA-Hist.: Q38113039 Status: § 2a Stand der BDA-Liste: 2025-06-30 Name: Kath. Filialkirche, Wallfahrtskirche Unsere liebe Frau vom guten Rat und Friedhof GstNr.: 1770 Filialkirche Gstaig       |
| BW   | Datei hochladen | Bräusalettl des ehem. Bräuhauses samt Ausstattung HERIS-ID: 109445 Objekt-ID: 127070                               | Oichten 23 Standort KG: Gstaig                       | Das hölzerne Salettl der ehemaligen Brauerei Oichten ist mit der Jahreszahl 1888 bezeichnet („18 Bräu Salett’l 88“). | BDA-Hist.: Q37814847 Status: Bescheid Stand der BDA-Liste: 2025-06-30 Name: Bräusalettl des ehem. Bräuhauses samt Ausstattung GstNr.: .70                                                        |
| ja   | Datei hochladen | Kath. Filialkirche hl. Stephan und Friedhof HERIS-ID: 66486 Objekt-ID: 79369                                       | Vormoos 25 Standort KG: Vormoosen                    | Nach einer Sage wurde die Kirche im Jahr 1400 und urkundlich 1407 geweiht. Die im Kern gotische Saalkirche wurde 1647/1649 durch den Baumeister Josef Vilzkotter aus Steckenbach barockisiert. Die Kirche ist von einem ummauerten Friedhof umgeben. | BDA-Hist.: Q38113049 Status: § 2a Stand der BDA-Liste: 2025-06-30 Name: Kath. Filialkirche hl. Stephan und Friedhof GstNr.: 1297 Filialkirche zum Hl. Stephan, Vormoos                           |